# Chiesa di Santa Maria del Rosario alle Pigne
La chiesa di Santa Maria del Rosario alle Pigne (meglio nota come Rosariello) è un luogo di culto a Napoli; si erge in piazza Cavour, ai piedi della salita della Stella.

## Storia e descrizione

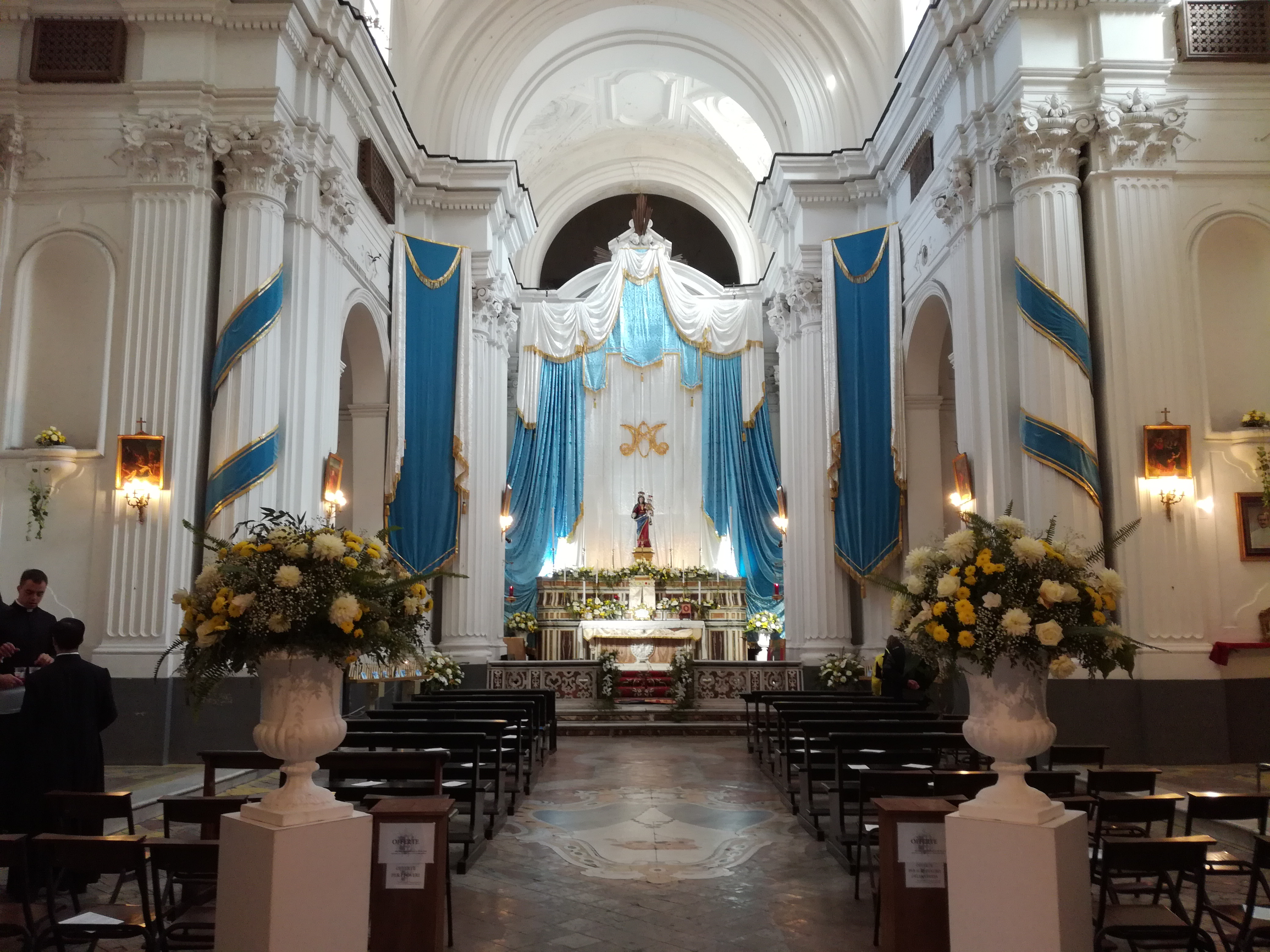
Interno

Il tempio acquisì questo titolo poiché fino al primo quarto del '600, nella zona, si ergevano due alberi di pigne poi abbattuti per l'erezione di un convento domenicano nel 1630. Parte del complesso fu costruito anche sulle proprietà dei Moscabruno.
La chiesa fu realizzata su progetto di Arcangelo Guglielmelli (1648-1723). Di stile pienamente barocco, sia per l'esterno che per l'interno, la pianta è rettangolare con cappelle laterali, con un vestibolo a doppia rampa di scale per permettere l'accesso alla sovrastante area sacra. Capolavoro del Guglielmelli è la facciata, per la quale vi è probabilmente una maggiore influenza tecnica del figlio Marcello, arricchita da un'immagine della Vergine del Rosario che la rende unica nel suo genere. La cupola, priva di lanternino, è stata costruita interamente in tufo. Il tempio era inoltre custode di numerose tele di importanti pittori locali, quali: Luca Giordano (autore della notevole Madonna del Rosario posizionata in origine sull'altare maggiore e realizzata nel 1692, appena prima della sua partenza per la Spagna), Giuseppe Simonelli, Giacomo del Pò, Onofrio Avellino e Santolo Cirillo. Tutte queste opere oggi si trovano nei depositi del Castel Nuovo. 
L'edificio di culto, parzialmente danneggiato dai bombardamenti nella Seconda Guerra Mondiale, è annesso all'omonimo complesso convenutale e ad un chiostro tardo-rinascimentale, oggi appartenente al Comune di Napoli ed utilizzato come edificio scolastico.

## Dal 1980 ad oggi
La chiesa fu chiusa dopo il terremoto del 1980, barricata da un'alta muraglia che la mantenne sigillata all'ingresso fino al 1997, anno in cui furono effettuati lavori di consolidamento della struttura, oltre che di rifacimento della facciata e di un restauro interno della chiesa ma non fu mai riaperta al culto. 
Solo il 9 aprile del 2017 (Domenica delle Palme) la Chiesa è stata riaperta ai sacri uffici con l'insediamento dei Canonici dell'ICRSS (Istituto di Cristo Re Sommo Sacerdote). Le funzioni sono officiate secondo la forma 1962 del rito romano, come stabilito dal cardinale Sepe.
Il 20 gennaio 2021 è crollato il fianco sinistro della facciata senza causare alcun ferito.

## La Madonna del Rosariello
La venerata immagine della Madonna del Rosariello è una scultura lignea di scuola napoletana della prima metà del Settecento. La Vergine, che veste di rosso con un manto stellato in blu, reca in braccio il Divino Infante, entrambi presentano una Corona del Rosario allo spettatore (il simulacro riprende la Madonna che decora la facciata). L'immagine torna ufficialmente nella chiesa il 7 ottobre del 2017, dopo un accurato restauro che ne ha riportato alla luce tutta la bellezza scultorea.